# العربي الشباك
العربي الشباك (1946 - 30 يناير 2020) لاعب كرة قدم مغربي سابق. شغل مركز لاعب وسط بالمنتخب المغربي ونادي اتحاد سيدي قاسم في سبعينيات القرن الماضي.

## مسيرته
وُلد الشباك سنة 1946 ببنمسيك بمدينة الدار البيضاء، وبدأ مشواره الكروي بفرق الأحياء، قبل أن يتألق مع فريق اتحاد سيدي عثمان، ثم حمل قميص فرق المغرب التطواني واتحاد سيدي قاسم.

## روابط خارجية
- العربي الشباك على موقع الاتحاد الدولي (مؤرشف)  (الإنجليزية)
- العربي الشباك على موقع قاعدة بيانات كرة القدم.إي يو (الإنجليزية)